# جون بيني (مبشر)
جون بيني (بالإنجليزية: John Bennie)‏ هو مبشر جنوب أفريقي، ولد في 26 أكتوبر 1796 في غلاسكو في المملكة المتحدة، وتوفي في 9 فبراير 1869 في Rosmead ‏ في جنوب أفريقيا.